# Semois
El río Semois (en Francia recibe también el nombre de Semoy, en valón Simwès, en alemán Sesbach) es un río de Bélgica y de Francia que nace en la provincia de Luxemburgo (Bélgica) y vierte sus aguas en el río Mosa, a la altura de Monthermé. Solo los últimos 20 km discurre por territorio francés.

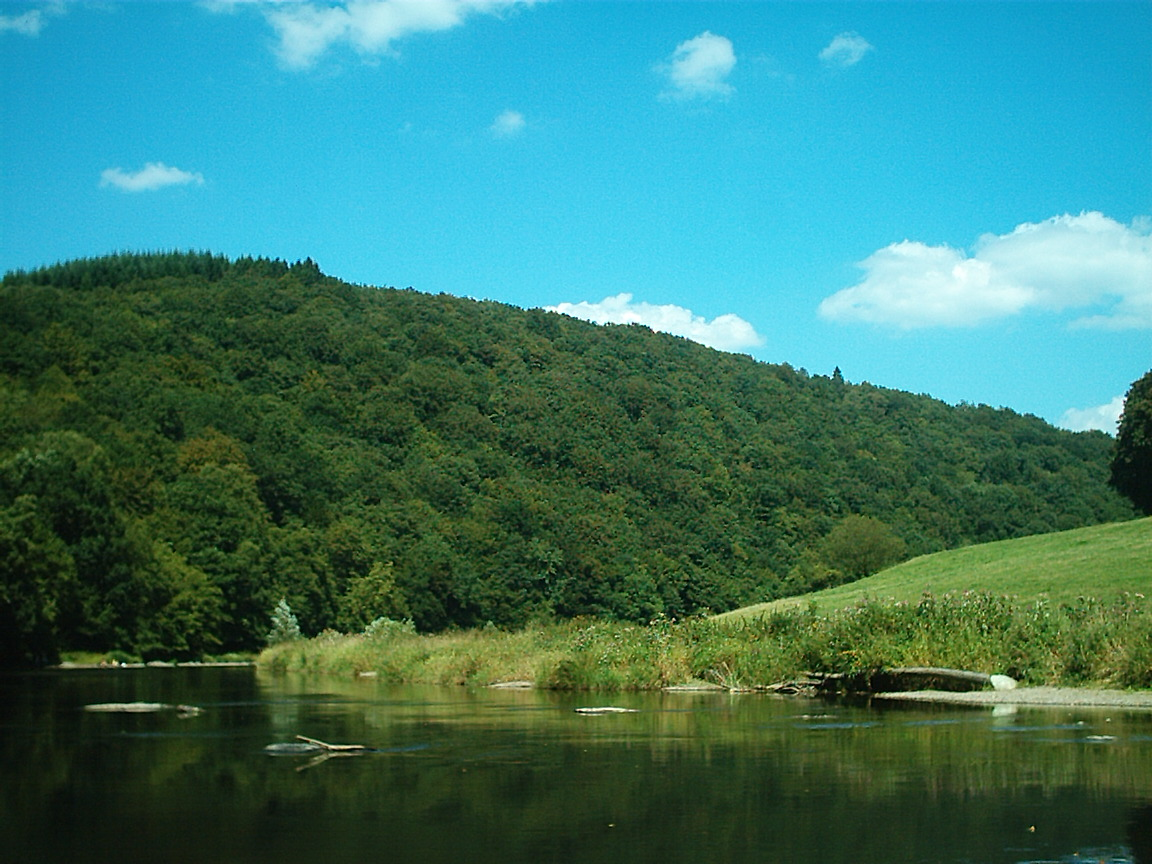
El río Semois cerca de Bouillon.

El río es famoso por su sinuosidad. La ciudad más conocida a sus orillas es Bouillon, que creció en torno al castillo del mismo nombre durante la Edad Media al aprovechar un meandro de casi 360 grados que le daba una posición estratégica y fácil para defender.

## Economía
Hasta la primera mitad del siglo XX, el cultivo del tabaco en el valle del Semois era una de las más importantes actividades económicas de la comarca. Hoy, los recursos más importantes son el turismo, la gastronomía y el cultivo de árboles de Navidad.

## Afluentes
- Rulles
- Vierre

## Galería

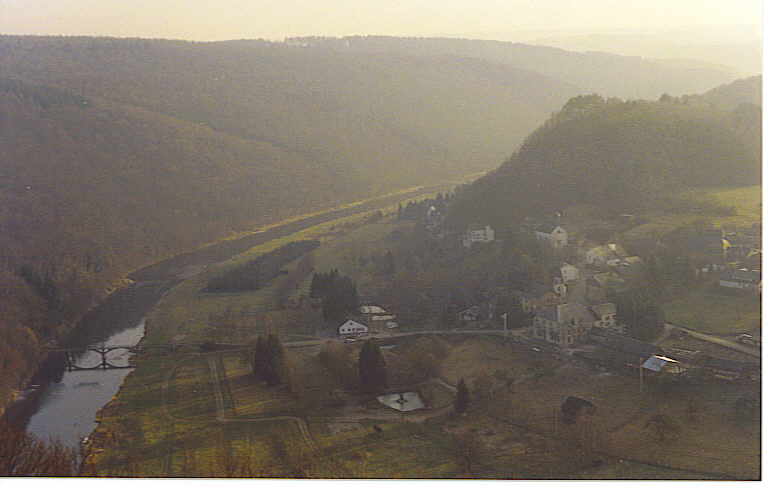
El río Semois a su paso por Frahan
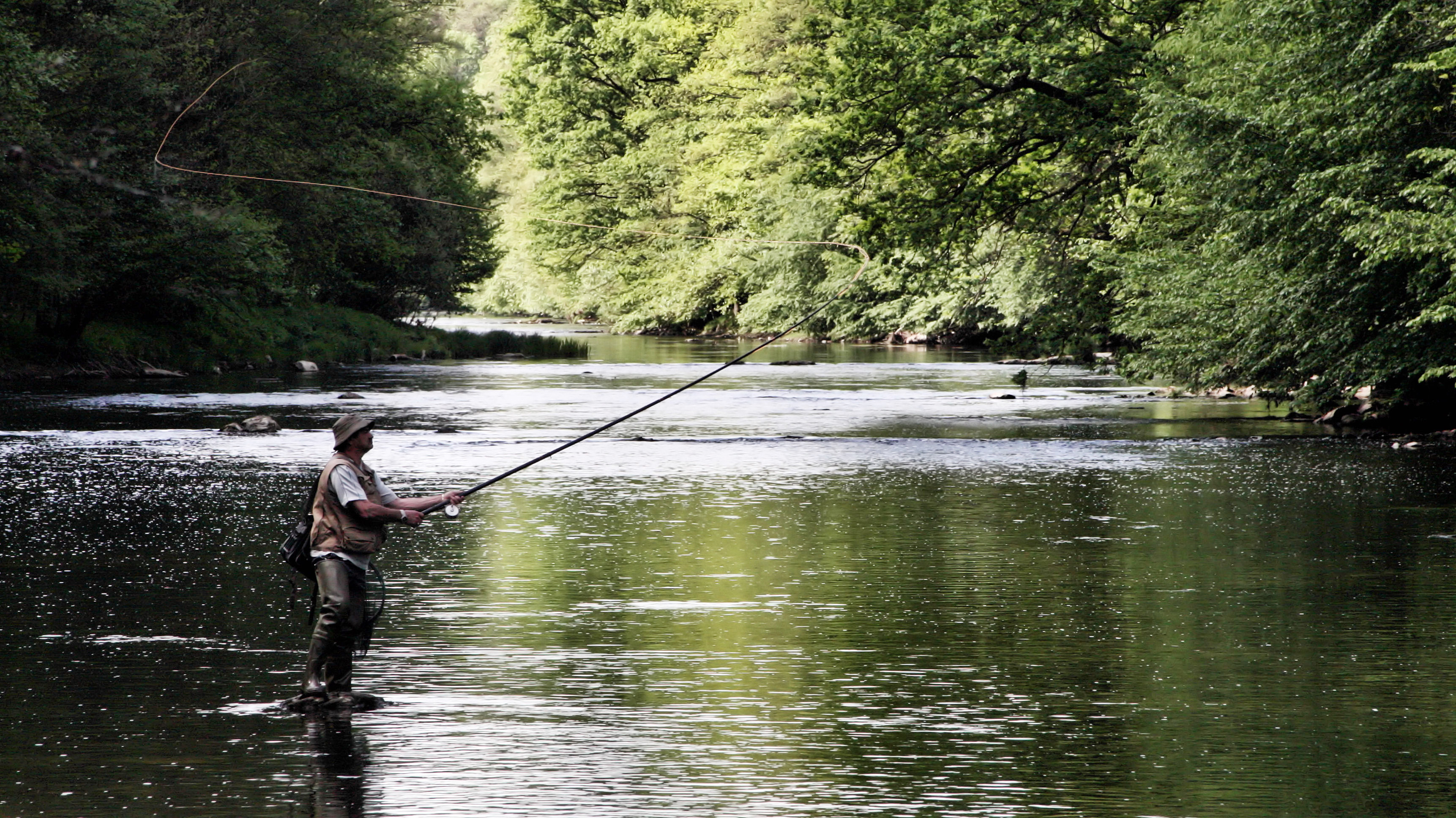
El río Semois desde Sainte Cécile
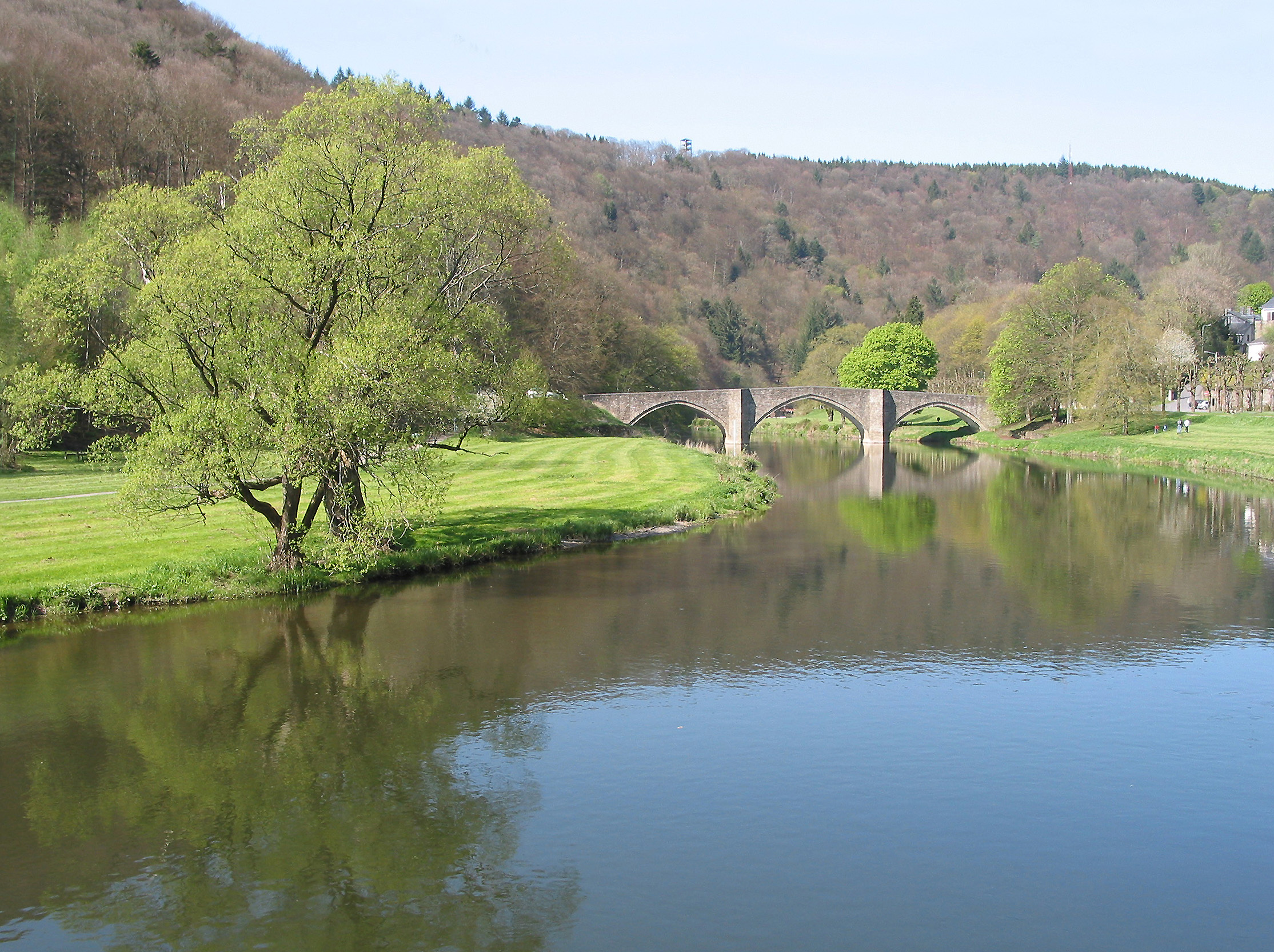
El Semois cerca de Bouillon
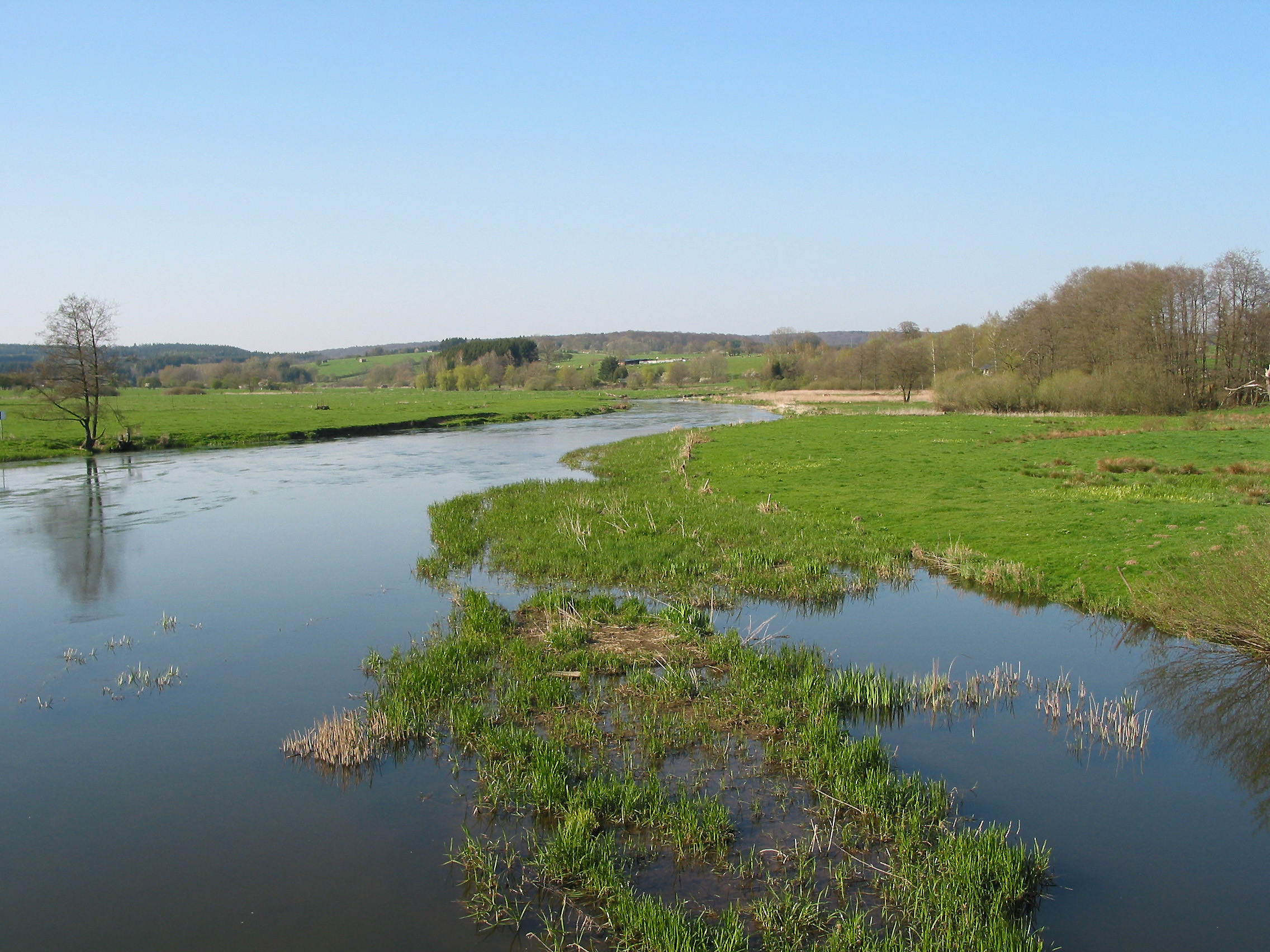
El Semois desde Chassepierre en Gaume

| \| \| Afluentes del río Mosa en orden decreciente \| |                                             |
| Dieze - Niers - Swalm - Roer - Geleenbeek- Geul - Jeker - Voer - Berwijn - Julienne - Llègia - Ourthe - Hoyoux - Mehaigne - Samson -Sambre - Bocq - Burnot - Molignée - Lesse - Viroin - Semois - Río Bar - Kuer (Chiers) |                                             |
| Véase también : • Mosa • Francia • Bélgica • Países Bajos |                                             |
| | Afluentes del río Mosa en orden decreciente |

- Datos: Q303621
- Multimedia: Semois / Q303621